# HBz (DJ-Duo)
HBz ist ein deutsches DJ- und Produzenten-Duo im Bereich der elektronischen Musik. Das Duo, bestehend aus Nils Schedler und Niklas Brüsewitz, veröffentlicht unter diesem Namen Remixe und eigene Stücke. Größere Bekanntheit erlangten sie seit 2020 durch Singles wie Deine Augen oder King Kong sowie dem Remix des Songs Lebenslang von Tream. Sie arbeiten mit Künstlern aus unterschiedlichen Genres wie Pop, Rap und Schlager zusammen.

## Geschichte
Nils Schedler und Niklas Brüsewitz sind Mitte der 1990er-Jahre geboren und kommen aus der Nähe von Celle in Niedersachsen. Sie kannten sich bereits im Kindergarten und begannen mit 13 Jahren, gemeinsam Musik zu machen. Die Ursprünge des Namens HBz haben sie bislang bewusst nicht publik gemacht.
Ende 2009 produzierten sie den ersten Track, und seit 2011 legen sie als DJs bei Veranstaltungen auf. In den folgenden Jahren bauten sie ihre Karriere stetig weiter aus, sowohl hinsichtlich ihrer Musikproduktion – sie produzierten Hunderte von Remixes – als auch hinsichtlich der Größe ihrer Auftritte. Laut Faze Magazin wurden sie bekannt, indem „sie Bootlegs, Mixe, Remixe von aktuellen Hits oder Klassikern auf ihrem YouTube-Kanal veröffentlichten“. Auf der Plattform wurden die Videos von HBz Stand August 2025 mehr als 900 Millionen Mal aufgerufen, damit gehören sie laut einem Bericht von Anfang 2024 zu den zehn meistgehörten deutschen Musikkünstlern auf YouTube.
2020 erschien ihre erste EP Deine Augen EP, wobei der Titeltrack Deine Augen erfolgreich wurde und eine Goldene Schallplatte erhielt. 2021 folgten ihre ersten beiden Studioalben Family und Urlaub. Ihre erste Chartplatzierung erlangten sie mit der Single King Kong, die im Juni 2021 in die deutschen Singlecharts einstieg. Sie blieb 22 Wochen in den Charts und erreichte ihre höchste Notierung mit Position 31. 2022 wurde der Song mit einer Goldenen Schallplatte ausgezeichnet. Darüber hinaus wurde der deutsche Rapper Tream 2022 mit einer Platin-Schallplatte für den 2022 veröffentlichten Song Lebenslang ausgezeichnet, der auf hbzmusic – dem Musiklabel von HBz – erschienen ist und auch von HBz einen Remix erhielt. Allein ihr Remix von Lebenslang erhielt im Jahr 2022 rund 78 Millionen Aufrufe.
Zu den weiteren Veröffentlichungen im Jahr 2022 zählen die Singles Gästeliste+1 (in der englischen Version als Guestlist+1 gemeinsam mit dem schottischen Sänger Nathan Evans), High sein, Goldmarie, Wolke 10, Spirit of the Hawk (mit der österreichischen DJ JamyX), I’m Okay (mit dem deutschen DJ- und Produzenten-Duo Ostblockschlampen), Hoch die Hände Wochenende (mit Finch und den Fäaschtbänklern) und Remixe für Künstler wie Montez und SDP.

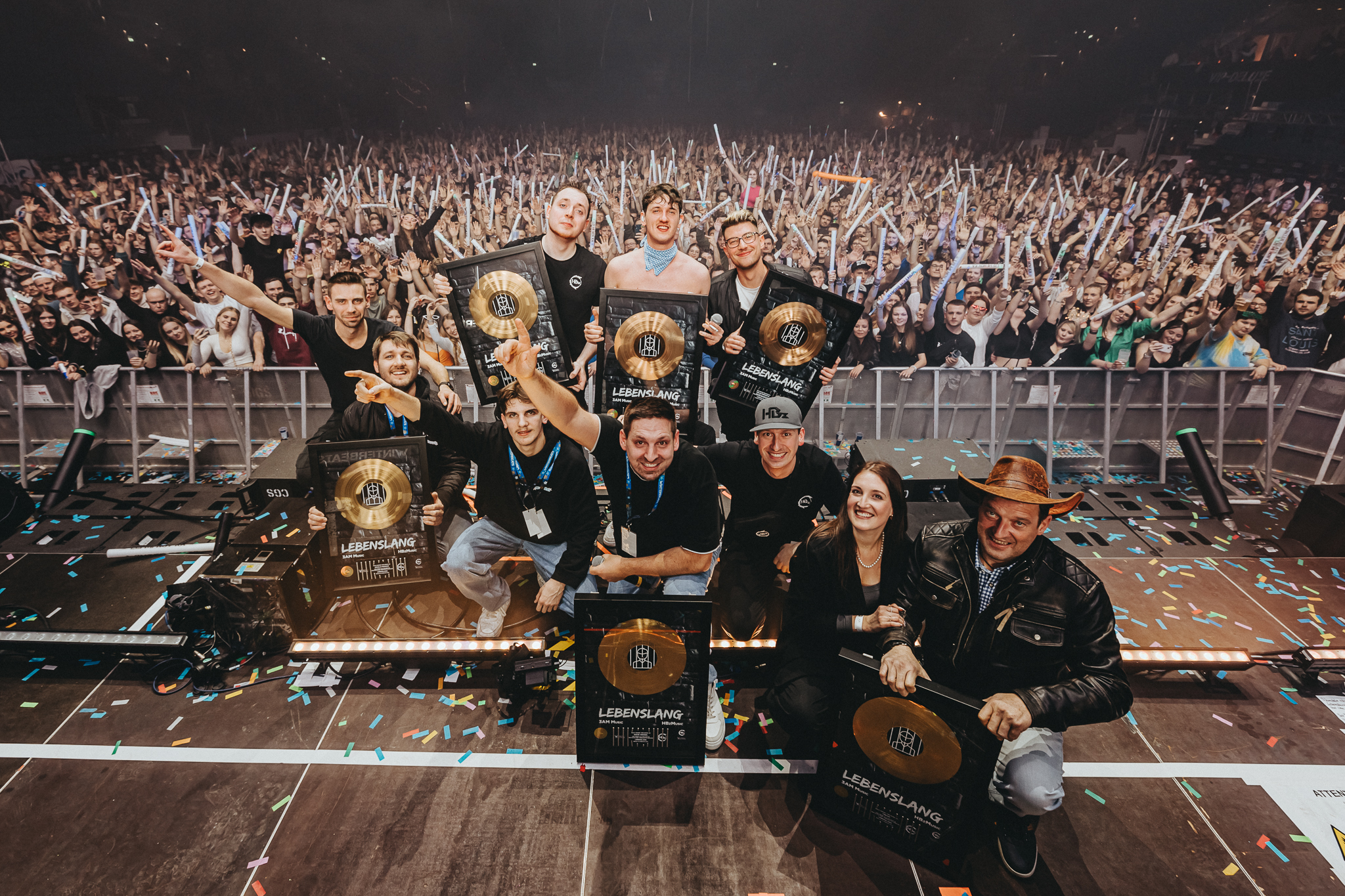
HBz (stehend links & rechts) mit Tream auf dem Winterbeats Festival 2023

Im Jahr 2023 arbeiteten HBz bei der Single Tattoo erneut mit Finch und 2 Engel & Charlie zusammen. Im selben Jahr folgten weitere Zusammenarbeiten mit anderen Künstlern, unter anderem bei der Single Blockflötenunterricht mit Mia Julia Brückner und bei Herz an Herz (mit Blümchen) sowie ein Remix von Marterias Lila Wolken. Mit Nie aufhören brachten sie eine selbstkomponierte Single-Veröffentlichung ohne Kooperation heraus. Im Mai 2023 erschien mit Schmuggelware ihr drittes Album, mit dem sie sich erstmals in den deutschen Album-Charts platzieren konnten.
Im Februar 2024 erreichte Erinner mich, eine gemeinsame Single mit 2 Engel & Charlie, Platz 33 der deutschen Single-Charts und hielt sich 16 Wochen in den Charts. Ebenfalls 2024 erschien gemeinsam mit der Schlagersängerin Vanessa Mai die Single Pink. Für Herbst 2024 hat HBz die „Family Tour 2024“ mit zehn Stationen angekündigt.

## Auftritte

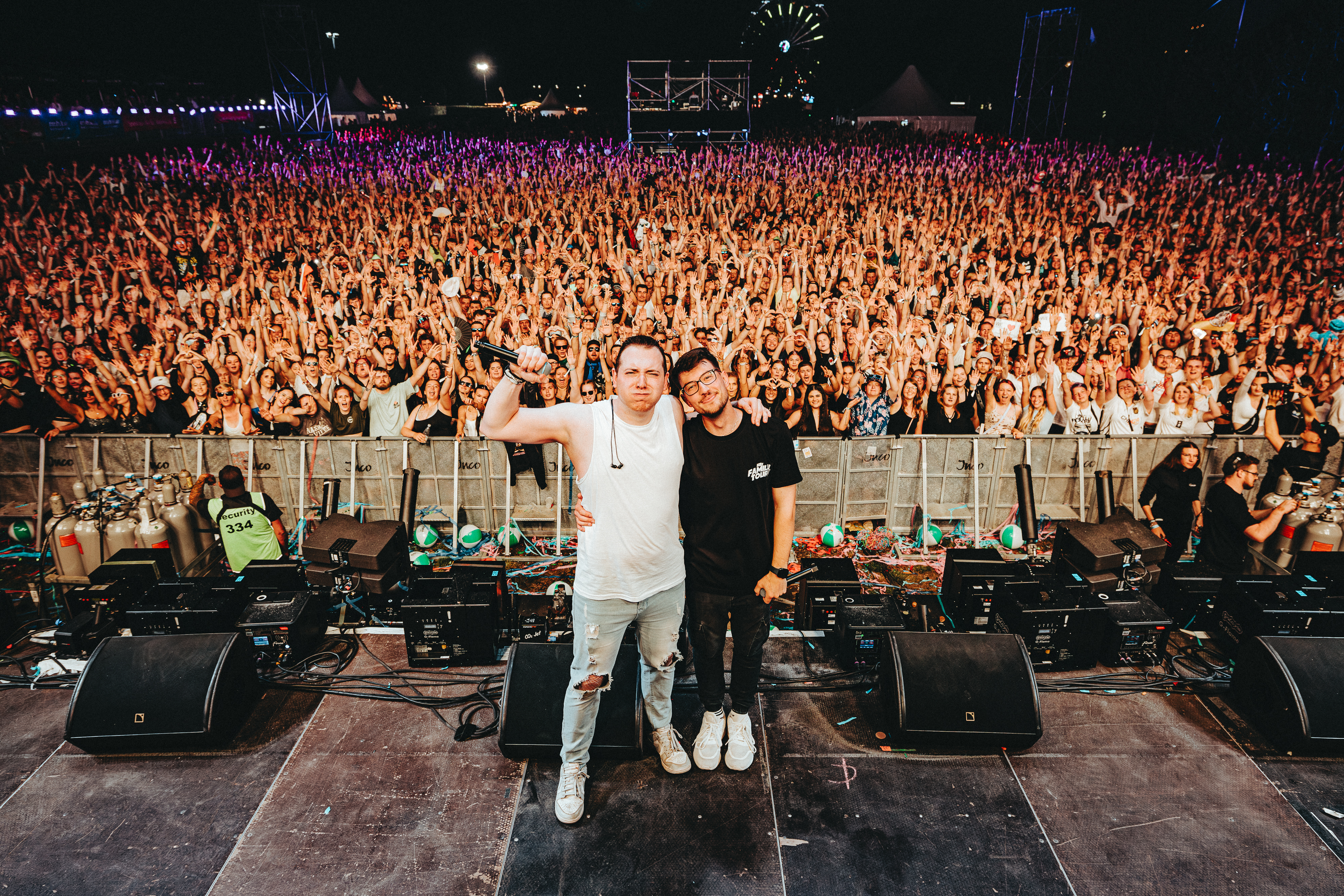
HBz auf dem Love Music Festival 2024

Seit 2011 absolviert HBz regelmäßig Live-Auftritte, zunächst vorwiegend auf kleineren Bühnen. Ein bedeutender Auftritt für die Karriere von HBz war das Winterbeats Festival 2020 in der Saturn-Arena in Ingolstadt, bei dem sie zum besten Main Act gewählt wurden. Seitdem trat HBz auf zahlreichen Festivals und Veranstaltungen auf, in vielen Fällen auf der Main Stage. Zu den Festivals, auf denen sie Auftritte hatten, zählen das Lollapalooza im Olympiastadion Berlin, das Parookaville, der Sputnik Spring Break, das SonneMondSterne, das Glücksgefühle Festival am Hockenheimring, das Electrisize, das Open Beatz Festival und das Heide Park Festival. In der Veltins Arena stand HBz beim Olé auf Schalke 2022 und auch beim Olé auf Schalke 2023 vor jeweils 40.000 Menschen auf der Bühne.

## Home of Madness
Zur Förderung der Kultur in ihrer Heimatregion Celle riefen sie 2017 gemeinsam mit einem Geschäftspartner das Festival Home of Madness in Lachendorf bei Celle ins Leben. In den Jahren bis 2019 verzeichnete das Festival ein stetiges Besucherwachstum und wurde um eine zweite Bühne (Rave Circle) erweitert.
2020 und 2021 konnte das Festival aufgrund der COVID-19-Pandemie nicht stattfinden und es wurde nur ein Livestream angeboten. Bei der Wiederaufnahme 2022 wurde Home of Madness auf zwei Tage ausgeweitet und konnte erneut einen starken Anstieg der Gästezahl verzeichnen. Zur Wiederaufnahme veröffentlichte HBz die EP Home of Madness Festival mit Kollaborationen unter anderem mit Mashup-Germany, Anstandslos & Durchgeknallt und Averro. Das Festival 2023 fand Anfang August statt, hatte rund 4700 Besucher und war am Samstag ausverkauft.

## Diskografie

### Studioalben
- 2021: Family
- 2021: Urlaub
- 2023: Schmuggelware

### EPs
- 2020: Deine Augen EP (HBz X Thovi)
- 2021: 500K EP
- 2022: Home of Madness Festival EP

### Singles (Auswahl)
- 2017: Entice
- 2020: Waiting (mit ENZO.)
- 2020: Twerk (mit Jost Music)

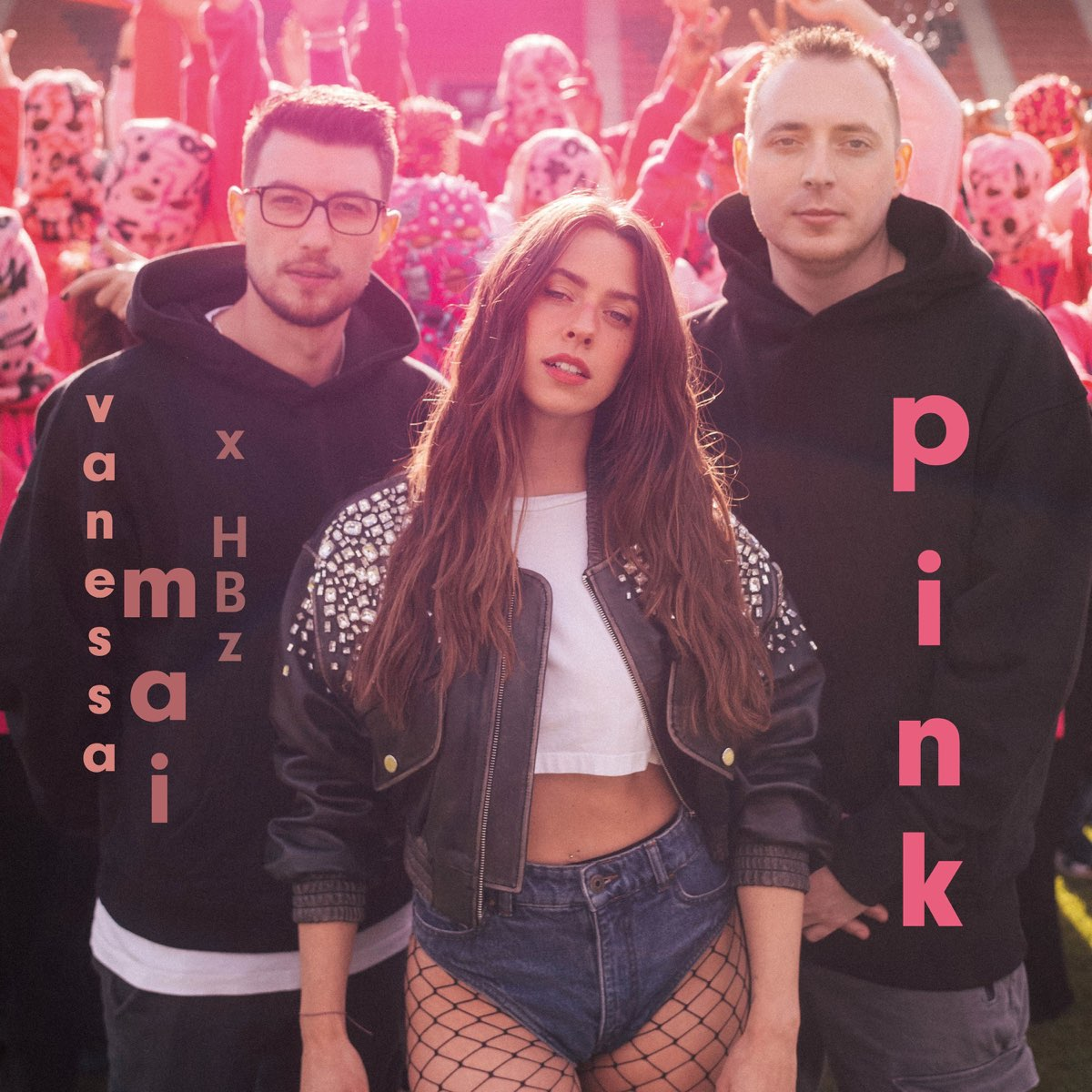
Frontcover zu Pink

- 2020: Deine Augen (HBz X Thovi) (DE: Gold)
- 2021: All the Things She Said (HBz Version) (mit Mike Gudmann und Michelle Collin)
- 2021: Drunken Sailor
- 2021: Coco Jambo (HBz x Harris & Ford x Thovi)
- 2021: King Kong
- 2021: Urlaub
- 2022: Gästeliste +1
- 2022: I’m Okay (mit OBS)
- 2022: Fuchs (du hast die Gans gestohlen) (mit IIVEN & Bekkaa)
- 2022: Hoch die Hände Wochenende (mit Fäaschtbänkler & Finch; #7 der deutschen Single-Trend-Charts am 29. April 2022[26])
- 2022: Goldmarie (mit Tream)
- 2022: Geisterbahn (mit Pazoo & Schalldicht)
- 2022: Hamma! 2k22 (mit Culcha Candela)
- 2022: Come on Over (mit Hauz & Stefanie Heinzmann)
- 2022: Wolke 10 (mit Harry)
- 2022: Bass (mit Luzi; #10 der deutschen Single-Trend-Charts am 2. September 2022[27])
- 2022: Eng Ba Day (Still Skanking) (mit Da Hool)
- 2022: High sein (mit 2 Engel & Charlie)
- 2022: Drop Drop Drop (mit Thovi)
- 2022: Waste My Time
- 2022: Rumble in the Jungle (mit Jebroer)
- 2022: Pokemon (mit Enyadres)
- 2022: Spirit of the Hawk (mit JAMYX; #5 der deutschen Single-Trend-Charts am 6. Januar 2023[28])
- 2022: Winterbeats Anthem (mit Slykes & Butch & Thovi)
- 2023: Nie aufhören
- 2023: Tattoo (mit Finch & 2 Engel & Charlie)
- 2023: Forever (mit ItaloBrothers & Vize)
- 2023: Time Out (mit Kremik; #19 der deutschen Single-Trend-Charts am 23. Juni 2023[29])
- 2023: E-Scooter Anthem (mit Asterio & Kramsen)
- 2023: Blockflötenunterricht mit (Mia Julia & Pottsau)
- 2023: Raveship (mit Neptunica & MEELA)
- 2023: It Goes Like (mit OBS)
- 2023: Herz an Herz (mit Blümchen)
- 2023: How You Remind Me (mit Captain Curtis)
- 2023: No One Like You (mit Maxomar & Enzo)
- 2023: Better Day (mit Melody Tourist)
- 2024: Erinner mich (mit 2 Engel & Charlie)
- 2024: Tiesto
- 2024: HDGDL (mit MYT)
- 2024: So frei (mit MYT)
- 2024: Believe (mit BassWar & CaoX)
- 2024: Babylon brennt (mit Iommi, MYT & Captain Curtis)
- 2024: Going Down (mit Lunax, Smack & Maike)
- 2024: Pink (Vanessa Mai feat. HBz)
- 2024: Gone Forever (mit STVW)
- 2024: Kids In Crime (mit Sound Rush)
- 2024: Bisschen Spaß (mit 2 Engel & Charlie & Lizot)
- 2024: Jaqueline (mit Laurenz & Layrz)
- 2024: Bittersweet Goodbye (mit Jerome & Robin White; #20 der deutschen Single-Trend-Charts am 16. August 2024[30])
- 2025: Kein Idol (feat. Finch & 2 Engel und Charlie)

### Remixe (Auswahl)
- 2020: Schokkverliebt – Brave Mädchen (HBz Remix)
- 2021: Vize x Tokio Hotel – White Lies (HBz Remix)
- 2021: Finch – Direkt Bock (HBz Official Remix)
- 2021: Tream – Lebenslang (HBz Remix)
- 2021: SDP & 257ers – Scheiße baut sich nicht von alleine (Remix)
- 2022: Die Flippers – Wir sagen danke schön (HBz & Raphael Maier Remix)
- 2022: Montez – Auf & ab (HBz Remix)
- 2023: Marteria – Lila Wolken (HBz Remix)
- 2023: Wolfgang Petry – Verlieben, verloren, vergessen, verzeih’n (HBz Remix)
- 2023: Niklas Dee & Luca-Dante Spadafora – Mädchen auf dem Pferd (HBz x Zombic Remix)
- 2023: Finnel – Dorfkinder (HBz Remix)
- 2023: Tream – Lebenslang (STVW & HBz Remix)
- 2023: 1986zig – Meine 1 (HBz Remix)